# 中华基督教改进会
中华基督教改进会，也称成都中华基督教改进会，是指1931年至1933年的一个基督教协会，以“华人收回教权教产、自主教会”为宗旨。

## 背景
1922年，中国全国基督教大会发表《教会的宣言》，正式提出建立“本色教会”。1928年2月，车耀先以基督教四川代表身份到达上海参加“基督教东亚協会”，在会上，中国、朝鲜、日本代表提出的主张收回教权、教产意见，受到白人传教士反对而未能通过，车耀先愤而退出。1928年车耀先返川后与好友饶惠民、陶宗伯、马文卿等人共同发起改革教会运动。1930年期间，一些四川成都市陕西街基督教美以美会福音堂的基督教徒，主张收回被英、美等国在华传教士控制的、属于中国人所有的基督教会的教权、教产，主张中国人自己办理教会，驱逐英、美传教士等。

## 概述
这些基督教徒的呼声迅速在成都市内传播。在车耀先、饶惠民、陶宗伯、马文卿、黄岛晴、肖露嘉、刘腾轩、薛子芳、文青云、邓世安、聂惠民、薛特恩等人发起下，中华基督教改进会于1931年成立。
1931年6月7日，成都美以美会教友在陕西街礼拜堂中华基督教社召开中华基督教改进会成立大会，与会人员投票选举车耀先、陶宗伯、马文卿、饶惠民等人为执行委员，聂永顺、李诚斋等为监察委员。改进会主张：
|  | 1. 打倒国际帝国主义及其御用作文化侵略的基督教； 2. 站在被压迫民族的立场，拥护主张自由、平等、和平、博爱的基督耶稣； 3. 收回一切教权教产，建立华人自主的教会。 |

改进会基本成员是成都市的美以美会教友，也接纳了部分青年和教会学校学生，会员增加到200多人。此外，改进会并推选车耀先、郭霞轩、廖郁生、薛特恩、张仲翔等组成编辑委员会。编辑发行《改进》半月刊，控诉、揭露外国利用基督教会进行侵略的新闻。
中华基督教改进会的活动惹恼了英美等国的传教士们，他们向成都市国民党部施压。并在国民党西山会议派的向传义支持下，1932年3月1日，派便衣军警在陕西街福音堂门前，以扰乱社会治安为名，驱赶听讲的市民、学生，将正在讲演的教友邓世安，押至督院街祈水庙三军联合办事处。一些听众跟随至办事处，与审讯人员进行说理斗争控诉。审讯人员迫于压力，最终表示歉意，将他们送出办事处。
同年5月9日“国耻纪念日”，成都各民众团体在少城公园集会，准备作反日宣传、游行。卫戍当局有组织地出动军警进行弹压，制造冲突。次晨，向传义派出部队，在南门外黉门街大中印务局逮捕了成都印刷工人抗日会的理事邹泽滋（邹趣涛），关进了祈水庙三军联合办事处监狱。事件发生后，基督教改进会与各反日民众团体组织了“援邹大会”，准备5月13日举行示威游行。三军军警联合处处长向传义准备逮捕，车耀先同乡刘文辉向其透露口风，由刘文辉的下属冷寅东师长派人护送到上海。1933年，四川军阀内战爆发、刘文辉战败，刘湘进驻成都，跟随蒋介石积极反共镇压民运，至此中华基督教改进会等成都市各民众团体被迫停止了活动。